# Spilosoma limbata
Spilosoma limbata är en fjärilsart som beskrevs av Talbot 1932. Spilosoma limbata ingår i släktet Spilosoma och familjen björnspinnare. Inga underarter finns listade i Catalogue of Life.